# Can Sarvan
Can Sarvan (Istanbul, 1972) és una periodista i cineasta turca aveïnada a Xipre del Nord des del 2003. Va estudiar filosofia a la Universitat del Bòsfor, encara que no es va graduar. Va treballar un temps com a periodista a Moscou abans de tornar a Turquia el 2000. Va ser columnista dels diaris turcoxipriotes Kıbrıs Gazetesi i Meydan Kıbrıs.

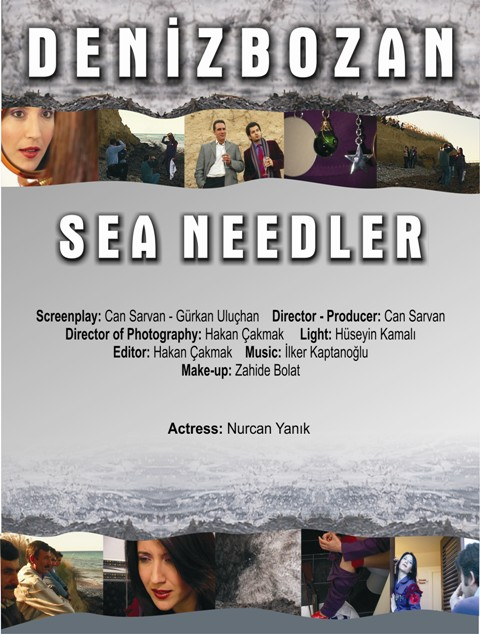
Poster de Denizbozan

També va fer una pel·lícula, Nar Yarası (Ferida de magrana, 2007) sobre la divisió de l'Illa de Xipre i una altra sobre el medi ambient, Denizbozan (Sea Needler en anglès, 2008). També va fer un documental, Tarihin Hızlandırıldığı Ada (l'Illa on s'accelera la història, 2008) sobre el problema de Xipre. El seu curt film Hayatım (La meva vida, video de 2008) va ser premiat al Stranger Festival de 2009.
Sarvan administra una pàgina web anomenada Mikro-Makro.